# 光叶红孩儿
光叶红孩儿（学名：Begonia palmata var. bowringiana）是秋海棠科秋海棠属裂叶秋海棠的变种。分布于中国大陆的云南等地，生长于海拔100米至1,700米的地区，目前尚未由人工引种栽培。